# Ricarda da Suábia
Ricarda da Suábia ou Santa Ricarda de Andlau (em francês: Richarde de Souabe, em alemão: Richardis; Alsácia, 840 – Abadia de Andlau, 18 de setembro de 895) foi imperatriz do Sacro Império Romano Germânico e rainha dos Frância ocidental e oriental como esposa de Carlos III. Foi canonizada em 1049 e é comemorada no dia é 18 de setembro.

## Biografia
Nasceu na Alsácia, filha de Erchanger, conde de Nordgau, da família dos Ahalolfingas. Casou-se com Carlos III em 862 e foi coroada em Roma pelo Papa João VIII em 881. Não tiveram filhos.
Tanto Ricarda como Carlos, segundo se indica em 887, foram acusados de adultério, por isso o seu matrimônio não foi consumado. Nessa crise, o seu esforço por derrocar o poderoso e odiado Liutuardo, grão-chanceler de Carlos, Ricarda e Liutuardo foram acusados por Carlos e seus cortesãos de adultério. Ela foi colocada sob o teste de fogo, no qual passou com êxito.
Posteriormente se retirou para a abadia de Andlau, que ela mesma havia fundado no ano de 880, e onde a sua sobrinha Rotrod era abadessa. Ricarda havia sido previamente abadessa de casas religiosas nas abadias Säckingen e Zurique). Morreu em Andlau em 18 de setembro e foi enterrada ali.

## Culto
Ricarda foi canonizada mais tarde pela Igreja Católica Romana e os seus restos foram transladados em novembro de 1049 pelo Papa Leão IX no túmulo mais lustroso na recém reconstruido igreja da abadia. O túmulo actual data do ano de 1350.
Ricarda é padroeira de Andlau, e protetora dos incêndios. Sua iconografia se refere á sua condição de imperatriz, monja e sua prova de fogo.